# Ужин с придурком (фильм, 1998)
«Ужин с придурком» (фр.  Le dîner de cons) — фильм режиссёра Франсиса Вебера, вышедший на экраны в 1998 году. Адаптация одноимённого спектакля, в которой режиссёром также был Франсис Вебер, и в которой Жак Вильре играл ту же самую роль.

## Сюжет
Каждую среду компания молодых аристократов устраивает ужин, на который каждый участник должен привести одного придурка. Тот, чей идиот окажется самым убедительным, выигрывает приз. Когда до Пьера дошла очередь привести гостя, он очень обрадовался. Ведь накануне Пьер как раз познакомился с умопомрачительным, фантастическим идиотом Франсуа Пиньоном. Но пригласив его на ужин, Пьер и представить себе не мог, что за несколько часов этот Пиньон полностью разрушит его жизнь.

## В ролях
- Жак Вильре — Франсуа Пиньон
- Тьерри Лермитт — Пьер Брошан, издатель
- Франсис Юстер — Жюст Леблан, писатель
- Даниэль Прево — Люсьен Шеваль, друг Франсуа
- Александра Вандернот —  Кристин Брошан, жена Пьера
- Катрин Фро — Марлен Сосёр
- Эдгар Живри — Жан Кордье
- Кристиан Перейра — Доктор Сорбье
- Петроний Мосс — Луиза Блонд, коллега Франсуа

## Съёмочная группа
- Режиссёр: Франсис Вебер
- Сценарий: Франсис Вебер
- Оператор: Лучано Товоли
- Монтажёр: Жорж Клоц (Georges Klotz)
- Композитор: Владимир Косма
- Художник: Hugues Tissandier

## Ремейки
- В 2007 году в прокат вышел индийский ремейк под названием «Жареные мозги[англ.]».
- В 2010 году на мировые экраны вышел американский ремейк под названием «Ужин с придурками», главные роли в котором сыграли американские комики Стив Карелл и Пол Радд.

## Награды

### Премия Сезар
- Сезар за лучший сценарий и адаптацию — Франсис Вебер
- Сезар за лучшую мужскую роль в фильме «Ужин с придурком» — Жак Вильре
- Сезар за лучшую мужскую роль второго плана — Даниэль Прево
- Номинация на Сезар за лучший фильм
- Номинация на Сезар: лучший режиссёр — Франсис Вебер
- Номинация на Сезар за лучшую женскую роль второго плана — Катрин Фро

### Премия Люмьер
- Премия Люмьер за лучший сценарий — Франсис Вебер
- Премия Люмьер за лучшую мужскую роль — Жак Вильре